# 163693 Atira
163693 Atira este o planetă minoră (asteroid), cu un diametru de , din Atira asteroid[*]. A fost descoperită pe 11 februarie 2003 la Experimental Test Site⁠(d) de Lincoln Near-Earth Asteroid Research și a fost numită după Atira⁠(d). 
Obiectul prezintă o orbită caracterizată de o semiaxă mare de 0,74099224895694 UA, o excentricitate de 0,322, o înclinație de 25,618 ° în raport cu ecliptica.